# Idol of the Crowds
Idol of the Crowds è un film del 1937 diretto da Arthur Lubin.
È un film drammatico statunitense a sfondo sportivo con John Wayne, nel ruolo di un giocatore di hockey su ghiaccio, Sheila Bromley e Charles Brokaw.

## Trama
La squadra di hockey su ghiaccio di New York sta lottando per la classifica. Alcuni procurarori addetti alla ricerca di  talenti hanno sentito parlare di un ex giocatore dilettante promettente. Egli risulta essere John Hanson (Wayne), ora allevatore di polli. Egli non vuole tornare al gioco, ma quando viene a sapere quanti soldi può guadagnare, accetta solo per guadagnare  abbastanza per migliorare la sua fattoria. Alcuni Gangsters sono coinvolti nel tentativo di convincerlo a vendersi una partita di campionato, lui rifiuta allora fanno un secondo tentativo con il ferimento di Bobby mascotte della squadra.

## Produzione
Il film, diretto da Arthur Lubin su una sceneggiatura di George Waggner e Harold Buckley con il soggetto dello stesso Waggner, fu prodotto da Trem Carr e Paul Malvern per la Universal Pictures. Il titolo di lavorazione fu Hell on Ice.

## Distribuzione
Il film fu distribuito negli Stati Uniti ndal 30 settembre 1937 al cinema dalla Universal Pictures.
Alcune delle uscite internazionali sono state:
- nel Regno Unito il 21 febbraio 1938
- in Portogallo il 15 maggio 1940 (Precisa-se de um Campeão)
- negli Stati Uniti il 5 maggio 1949 (riedizione)
- in Brasile (Ídolo da Torcida)
- in Grecia (O assos tis peripeteias)